# Condado de Kerry
O Condado de Kerry (Contae Chiarraí em irlandês) é um condado da República da Irlanda, na província de Munster, no sudoeste do país. É celebre por ser o ponto inicial de irradiação do cristianismo nas Ilhas Britânicas e por conter algumas das mais importantes e históricas abadias da ordem irlandesa. Em Kerry nasceu São Brandão. A capital do condado é Tralee, e a cidade de Killarney também é importante.
Afora os condados de Limerick a leste e Cork a sudeste, o único limite de Kerry é o litoral no Oceano Atlântico.

## Cidades & Paróquias (parishesem inglês)
| - Abbeydorney (Mainistir Ó dTorna) - Annascaul (Abhainn an Scáil) - Ardfert (Ard Fhearta) - Ballinskelligs (Baile na Sceilge) - Ballybunion (Baile an Bhuinneánaigh) - Ballyduff (An Baile Dubh) - Ballyferriter (Baile an Fheirtéaraigh) - Ballyheigue (Baile Uí Thaidhg) - Ballylongford (Béal átha longphúirt) - Ballymacelligott (Bailemhiceilegóid) - Brosna (Brosnagh) - Caherdaniel (Cathair Dhónaill) - Cahersiveen (Cathair Saidhbhín) - Castlecove - Castlegregory (Caislean Graighre) - Castleisland (Oileán Chiarraí) - Castlemaine (Casleán na mainge) - Causeway (An Tóchar) - Cordal (Cul) - Currans - Currow - Derrymore - Derrynane (Doire Fhionain) - Dingle (An Daingean) - Duagh (Duabhath) - Dunquin (Dún Chaoin) - Farranfore (An Fearann Fuar) | - Fenit (An Fhianait) - Feothanach (An Fheothanach) - Finuge (Fionnóg) - Gneeveguilla - Kenmare (An Neidín) - Kilflynn (Cill Flainn) - Kilgarvan (Cill Garbháin) - Killarney (Cill Airne) - Killorglin (Cill Orglan) - Kilmoyley (Cill Mhaoile) - Knightstown (An Chois) - Knocknagoshel (Cnoc Na Gaisheal) - Lispole (Lios Póil) - Lisselton - Listowel (Lios Tuathail) - Lixnaw (Leic Snámha) - Milltown (Baile an Mhuilinn) - Moyvane (Maigh Mheáin) - Portmagee (An Caladh) - Rathmore (An Ráth Mhór) - Scartaglen (Scarteach an Ghlainne) - Sneem (An tSnaidhm) - Tralee (Trá Lí) - Tarbert (Tairbeart) - Ventry (Ceann Trá) - Waterville (An Coireán) |